# Trachelissa maculicollis
Trachelissa maculicollis är en skalbaggsart som först beskrevs av Audinet-serville 1834.  Trachelissa maculicollis ingår i släktet Trachelissa och familjen långhorningar.
Artens utbredningsområde är:
- Paraguay.
- Uruguay.

Inga underarter finns listade i Catalogue of Life.